# Morfología de los insectos

Morfología de los insectos
Leyenda de las partes del cuerpo
A - Cabeza, B - Tórax, C - Abdomen
1. Antena.
2. Ocelos. (inferior)
3. Ocelo (superior)
4. Ojos compuestos
5. Ganglio cerebral (Sistema nervioso (insectos))
6. Protórax
7. Vaso sanguíneo dorsal
8. Tráquea. (Tronco con espiráculo)
9. Mesotórax
10. Metatórax
11. Ala anterior
12. Ala posterior
13. Intestino medio (mesenterón)
14. Tubo dorsal (corazón)
15. Ovario
16. Intestino inferior (proctodeo) (intestino grueso, recto y ano)
17. Ano
18. Oviducto
19. Terminaciones nerviosas (ganglios abdominales)
20. Túbulos de Malpighi
21. Almohadilla del tarso
22. Garras
23 Tarso.
24 Tibia.
25 Fémur.
26 Trocánter.
27. Intestino superior (estomodeo)
28. Ganglio torácico
29 Coxa.
30. Glándula salivar
31. Ganglio subesofágico
32 Piezas bucales

La morfología de los insectos es el estudio y la descripción de la forma y estructura de la clase de animales insecta. La terminología utilizada es afín a la de la morfología de otros artrópodos, debido a su historia evolutiva compartida. Hay una gran variación en las modificaciones de la estructura básica del cuerpo del insecto entre los varios taxones. Ello es resultado de la alta tasa de especiación, generaciones cortas y largos linajes de la clase insecta. Estas modificaciones permiten a los insectos ocupar casi todos los nichos ecológicos, tener una asombrosa variedad de fuentes de alimentos y poseer diversos estilos de vida. En este artículo se describe la estructura básica del cuerpo del insecto y algunas de las principales variaciones que puede tener; en el proceso se definen muchos de los términos técnicos utilizados para describir la anatomía de insectos.
Existe una enorme variación en la estructura corporal de las distintas especies de insectos. Los individuos pueden medir desde 0,3 milímetros (0 plg) en el caso de las avispas mimáridas, (parásitos de huevos de insectos) a los 30 centímetros (11,8 plg) de envergadura de la polilla búho americana Thysania agrippina (familia Noctuidae).
Los insectos son, sin duda, el grupo más exitoso de Arthropoda. Estos difieren en aspectos significativos de las otras clases de Hexapoda, sus parientes más cercanos, como Protura,  Diplura y Collembola.

## Anatomía externa
Los insectos poseen una segmentación en sus cuerpos apoyados por un exoesqueleto, una cubierta exterior dura articulada hecha principalmente de quitina. Los segmentos del cuerpo se organizan en tres unidades distintas llamadas tagmas: cabeza, tórax y abdomen. La cabeza soporta un par de antenas de función sensorial, un par de ojos compuestos, y, si están presentes, de uno a tres ojos simples (ocelos), y tres conjuntos de apéndices altamente modificados que forman las piezas bucales. El tórax tiene seis patas segmentadas (un par cada uno en los segmentos que componen el tórax: protórax, mesotórax y Metatórax) y dos o cuatro alas (si existen en la especie). El abdomen (compuesto por 11 segmentos, algunos de los cuales pueden ser reducidos o fusionados) tienen la mayor parte del aparato digestivo, respiratorio, excretorio y circulatorio, y los órganos sexuales. Existe una variación considerable y muchas adaptaciones en las partes del cuerpo de los insectos, especialmente las alas, las patas, las antenas y piezas bucales.

### Exoesqueleto
El esqueleto exterior de insectos, la cutícula, se compone de dos capas; la epicutícula, que es una capa cerosa exterior resistente al agua y no contiene quitina, esta tiene una capa debajo de esta llamada procutícula. Esta es mucho más gruesa que la epicutícula y tiene dos capas, la externa es la exocutícula mientras que la interior es la endocutícula. La endocutícula es resistente y flexible debido a que está compuesta de numerosas capas de quitina y proteínas fibrosas, que se entrecruzan en un patrón de maya, mientras que la exocutícula es rígida y esclerotizada. La exocutícula se reduce considerablemente en muchos insectos de cuerpo blando, especialmente las etapas larvarias (por ejemplo las orugas). Químicamente, la quitina es un de cadena larga o polímero compuesta por N-acetilglucosamina, un derivado de la glucosa. En su forma original, la quitina es translúcida, flexible, resistente y bastante dura. En los artrópodos, sin embargo, a menudo se modifica, se incrusta en una proteína endurecida de matriz acuosa, que forma gran parte del exoesqueleto. En su forma pura, es correoso, pero cuando se ve incrustado en carbonato de calcio, se vuelve mucho más dura. La diferencia entre las formas sin modificar y modificados se pueden ver mediante la comparación de la pared del cuerpo de una oruga (tipo sin modificar) y un escarabajo (tipo modificado).
A partir de las etapas embrionarias, una capa de células epiteliales columnares o cúbicas dan lugar a la cutícula externa y una membrana basal interna. La mayor parte del material de los insectos se mantiene en la endocutícula. La cutícula proporciona soporte muscular y actúa como un escudo de protección mientras se desarrolla el insecto. Sin embargo, ya que no puede crecer, la parte esclerotizada externa de la cutícula se elimina periódicamente en un proceso llamado muda o ecdisis. A medida que el tiempo de muda se acerca en su ciclo de vida, la mayoría del material de la exocutícula se reabsorbe. En la muda, primero la vieja cutícula se separa de la epidermis (apodysis). El fluido de la muda enzimática se libera entre la vieja cutícula y la epidermis, que separa el exocutícula digiriendo la endocutícula para la absorción del material para dar la nueva cutícula. Cuando la nueva cutícula se ha formado, la epicutícula reduce a la exocutícula y se elimina por medio de la ecdisis.
Las cuatro regiones principales de un segmento del cuerpo del insecto son: tergo o dorsal, esternón o ventral y las dos pleuras laterales. Las placas endurecidas en el exoesqueleto se llaman escleritos y son subdivisiones de las principales partes - terguitos, esternitos y pleuritas, para las respectivas regiones tergo, esternón, y pleurón.

### Céfalon

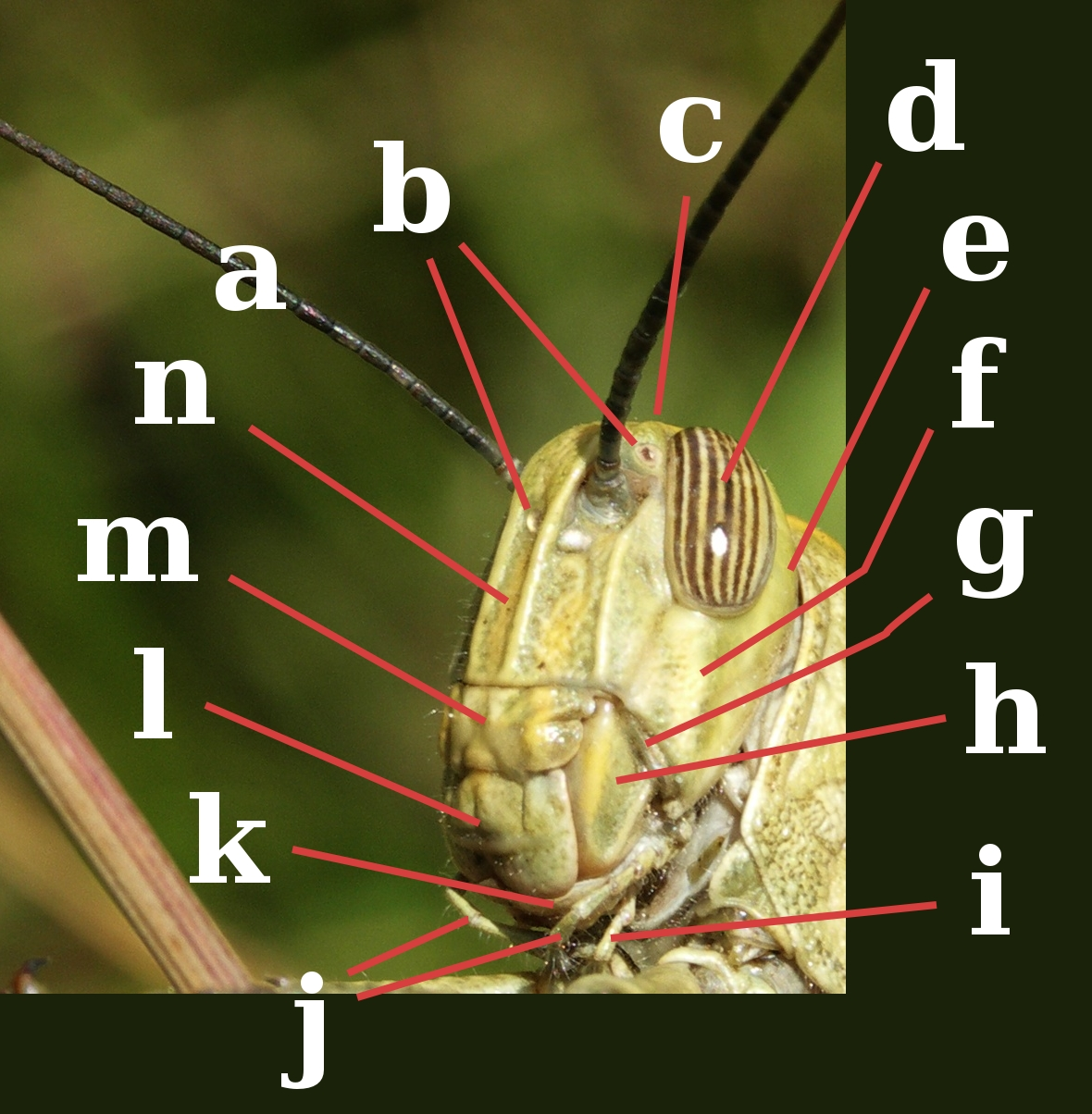
Cabeza de un Orthoptera, Acrididae. a:antena; b:ocelos; c:vértice; d:ojos compuestos; e:occipucio; f:gena; g:pleurostoma; h:mandíbula; i: palpo labial; j:palpos maxilares; k:maxilar; l:labrum; m:clípeo; n:frons

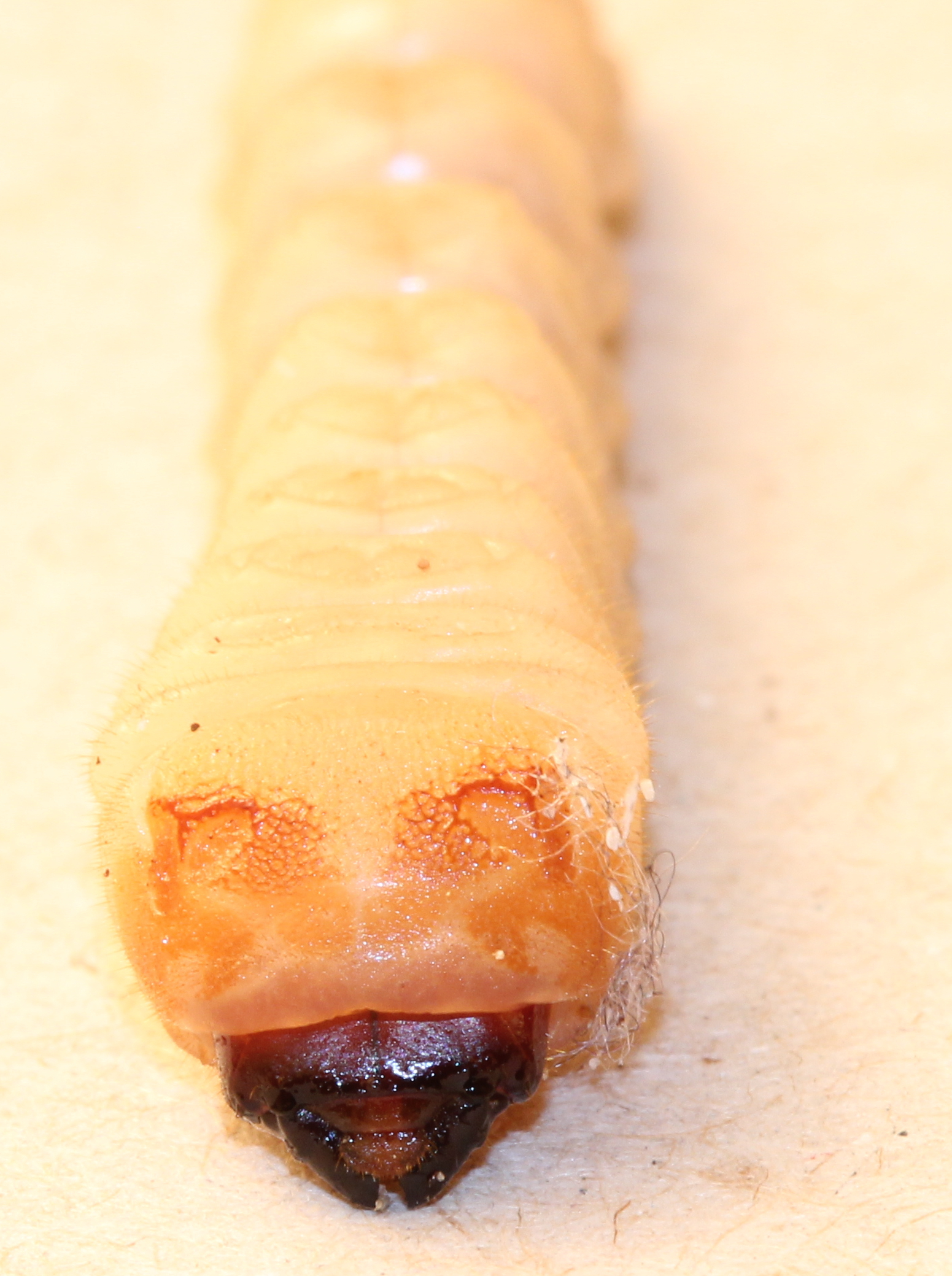
Larva de escarabajo, de la familia Cerambycidae, muestra esclerotizada de un epicráneo; resto del cuerpo menormente esclerotizado

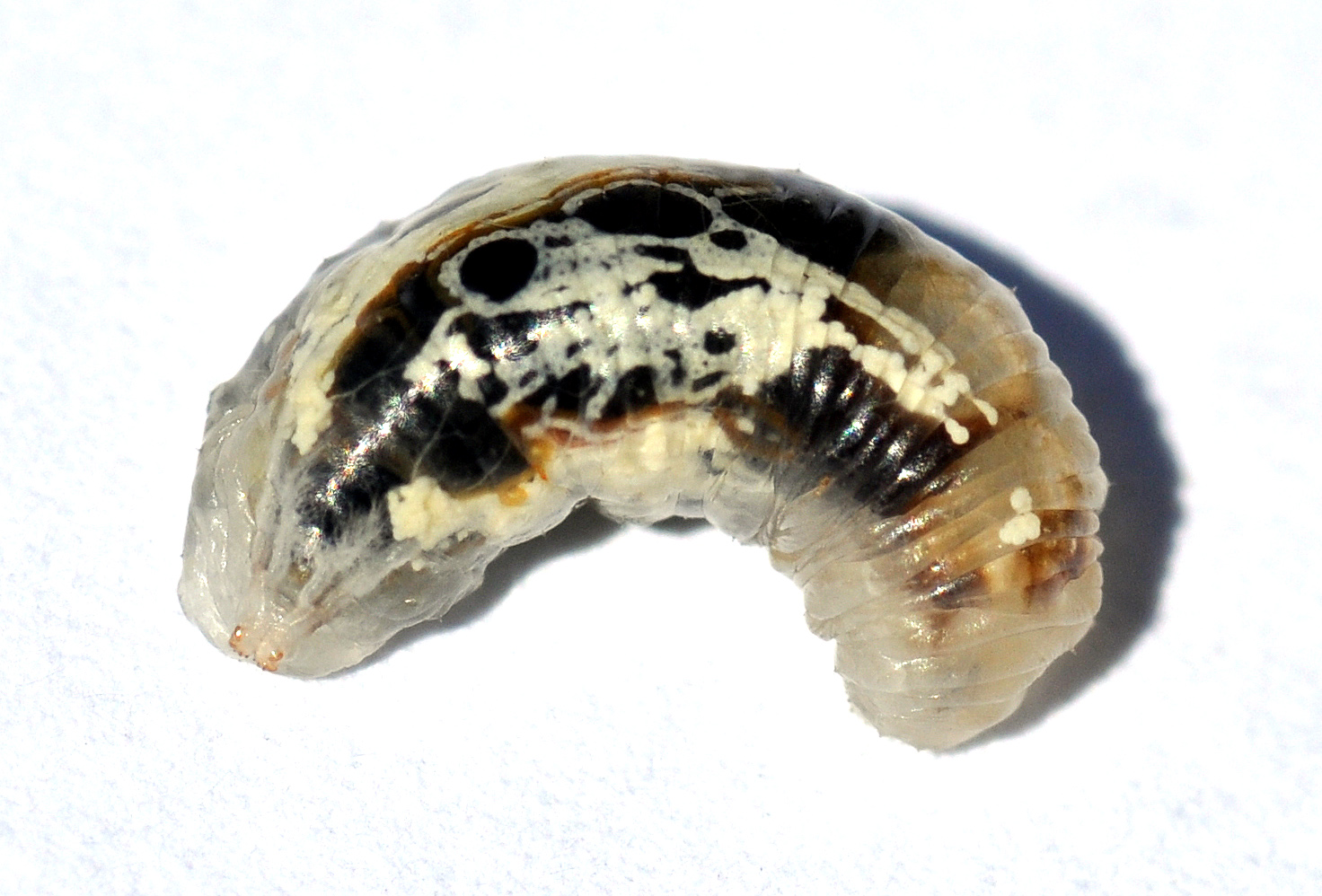
Larva de mosca syrphidae, miembro del Muscomorpha, sin epicráneo, casi sin esclerotización aparte de las mandíbulas.

La cabeza o céfalon en la mayoría de los insectos está encerrada, fuertemente esclerotizada con partes exoesqueléticas de la cápsula cefálica o epicráneo. La principal excepción es en aquellas especies cuyas larvas no están plenamente esclerotizadas, principalmente algunos endopterigotos; pero incluso las larvas menos esclerotizadas o débilmente esclerotizadas tienden a tener una estructura epicranial al estar esclerotizadas, por ejemplo, las larvas de Coleoptera e himenópteros. Las larvas de Muscomorpha, por su parte, tienden a tener casi ninguna cápsula cefálica.
El epicráneo asume la mayor parte de los principales órganos de los sentidos, incluyendo las antenas, ocelos y los ojos compuestos. También lleva las piezas bucales. En el insecto adulto la cápsula cefálica no está al parecer segmentada, aunque estudios embriológicos muestran que consisten en seis segmentos que soportan los apéndices pareados de la cabeza, incluidas las partes de la boca, cada par en un segmento específico. Cada uno de estos pares ocupa un segmento, aunque no todos los segmentos en los insectos modernos tienen apéndices visibles.
De todos los órdenes de insectos, la mayor variedad de características se encuentran en las cabezas de los insectos, incluyendo suturas y escleritos. En este caso, el vértice en la cabeza, o el ápice (región dorsal), se encuentra entre los ojos compuestos de los insectos hipognatos y opistognatos. En los insectos prognatos, el vértice no se encuentra entre los ojos compuestos, sino más bien, se encuentran normalmente en los ocelos. Esto es debido a que el eje principal de la cabeza se hace girar 90 ° para volverse paralelo al eje principal del cuerpo. En algunas especies, esta región se modifica y asume un nombre diferente.
La sutura ecdisial posee suturas coronales, frontales y epicraneales así como líneas ecdisiales y de escisión, que varían entre las diferentes especies de insectos. La sutura ecdisial se coloca longitudinalmente sobre el vértice y separa las mitades epicraneales de la cabeza a los lados izquierdo y derecho. Dependiendo del insecto, la sutura puede venir en diferentes formas: como una Y, U o V. Estas líneas divergentes que forman la sutura ecdisial se llaman suturas frontogenales. No todas las especies de insectos tienen suturas frontales, pero en los que sí, las suturas se separaron durante la ecdisis, que ayuda a proporcionar una apertura para que el nuevo estadio emerja de los tegumentos.
El frons es la parte de la cápsula cefálica que se encuentra anterior al vértice. El frons varía en tamaño en relación con el insecto, y en muchas especies la definición de sus bordes es arbitraria, incluso en algunos taxones de insectos que tienen cápsulas cefálicas bien definidos. En la mayoría de las especies, sin embargo, el frons está bordeado en su punto anterior por la sutura o surco epistomal (frontoclipeal) encima del clípeo. Lateralmente está limitada por el surco frontogenal, si está presente, y el límite con el vértice, por la línea de división ecdisial, si está visible. Si hay un ocelo mediano, por lo general, es en el frons, aunque en algunos insectos, tales como muchos himenópteros, los tres ocelos aparecen en el vértice. Una definición más formal es que se trata del esclerito de la que surgen los músculos dilatadores de la faringe, pero en muchos contextos que también, no es útil. En la anatomía de algunos taxones, como muchos cicadomorfos, la parte frontal de la cabeza es bastante distinguible y tiende a ser amplia y sub-vertical; esa zona mediana comúnmente se toma como el frons.

El clípeo es un esclerito entre la cara y el labro, que está separado dorsalmente desde el frons por la sutura frontoclipeal en insectos primitivos. La sutura clipeogenal delimita lateralmente el clípeo del labro de la sutura clipeolabral. El clípeo difiere en forma y tamaño, en las especies de lepidópteros con una gran clípeo con piezas bucales alargadas. Se presenta en la mejilla o gena que es la zona esclerotizada en cada lado de la cabeza por debajo de los ojos compuestos que se extienden a la sutura gular. Como muchas de las otras partes que componen la cabeza del insecto, la gena varía según las especies, con sus límites a menudo difíciles de establecer. Por ejemplo, en libélulas, la gena está entre los ojos compuestos, clípeo y piezas bucales. La postgena es el área inmediatamente posterior o inferior de la gena de insectos pterigotos, y forma las partes laterales y ventral del arco occipital. El arco occipital es una que forma el borde posterior de la cápsula de la cabeza arqueada dorsalmente sobre el agujero de banda estrecha. El área subgenal suele ser estrecha, situada por encima de las partes de la boca; esta área incluye también el hipostoma y pleurostoma. El vértice se extiende anteriormente por encima de las bases de las antenas como una prominencia cóncava. La pared posterior de la cápsula de la cabeza se ve penetrada por una gran apertura, el agujero o foramen. A través de ella pasan los sistemas de órganos, como el cordón nervioso, esófago, conductos salivales, y musculatura, que conecta la cabeza con el tórax
En la cara posterior de la cabeza están el occipucio, postgena, el agujero occipital, y el cielo posterior tentorial, la gula, el puente postgenal, la sutura hipostomal y el puente así como la mandíbulas, labio y maxilar. La sutura occipital está bien fundada de las especies de ortópteros, pero no tanto en otros órdenes. La sutura occipital se encuentra en la ranura arqueada, en forma de herradura en la parte posterior de la cabeza, terminando en la parte posterior de cada mandíbula. La sutura postoccipital es un punto de referencia en la superficie posterior de la cabeza, y por lo general cerca de los capataces occipitales. En los pterigotas, la forma postoccipital están en el extremo posterior, en forma de U y forma el borde de la cabeza que se extiende a la sutura postoccipital. En los pterigotas, tales como los de los ortópteros, el foramen occipital y la boca no se separan. Los tres tipos de cierres occipitales, o puntos por debajo del agujero occipital que separan las dos mitades inferiores de la postgena, son: el puente hipostomal, el puente postgenal, y la gula. El puente hipstosmal se encuentra generalmente en los insectos con orientación hipognata. El puente postgenal se encuentra en los adultos de especies de alto como Diptera y aculeados Hymenoptera, mientras que la gula se encuentra en algunos Coleoptera, Neuroptera y Isoptera, que suele mostrar partes de la boca con forma prognata.

### Ojos compuestos y ocelos
La mayoría de los insectos tienen un par de ojos compuestos, conformados por unidades estructurales llamadas omatidios, posiblemente hasta treinta mil en un solo ojo. Este tipo de ojo provee menos resolución que los ojos de los vertebrados, pero brindan una percepción aguda de movimiento. En un ojo compuesto puede haber también dos o tres ocelos, que ayudan a detectar la luz tenue o pequeños cambios en la intensidad de la luz. La imagen que perciben los ojos compuestos es una combinación de las señales provenientes de los omatidios, ubicados en una superficie convexa, que apuntan en direcciones ligeramente diferentes. Comparado con los ojos simples, los ojos compuestos poseen grandes ángulos de visión, y pueden detectar el movimiento rápido y, en algunos casos, la polarización de la luz.
Debido a que las lentes individuales son tan pequeñas, los efectos de difracción imponen un límite a la posible resolución que se puede obtener en la visión. Esto sólo puede ser contrarrestado por el aumento de tamaño y el número de las lentes. Para ver con una resolución comparable al de los seres humanos, se necesitarían ojos compuestos cada uno del tamaño de sus cabezas. Los ojos compuestos se clasifican en dos grupos: los ojos de aposición, que forman varias imágenes invertidas, y los ojos de superposición, que forman una sola imagen erecta.

### Antenas
La antena de un insecto funciona como transmisor casi exclusivamente en la percepción sensorial. Algunos de los usos sensoriales de antenas incluyen el movimiento y la orientación, olor, sonido, humedad, y una variedad de señales químicas adicionales. Las antenas varían mucho entre los insectos, pero todas siguen un plan básico. El primer y segundo segmento de las antenas se denominan escapo y pedicelo, respectivamente. Los segmentos o flagelómeros antenales restantes se denominan conjuntamente "flagelo". Hay muchos tipos de antenas en las diferentes especies, incluidos seta, moniliforme, aserrada, pectinada, clavate, laminada, geniculada y plumosa.
Los tipos generales de antenas para insectos se muestran a continuación:
| Aristada (por ejemplo, dípteros)                          | Capitada                              | Clavo o Garrote (por ejemplo, lepidópteros y Coleoptera) | Filiforme comunes en muchos géneros | Flabelada | Geniculada (por ejemplo, Hymenoptera: Formicidae y Coleoptera) | Setiforme |
| Laminar (por ejemplo Hymenoptera: Symphyta y Coleoptera). | Moniliforme (por ejemplo, Coleoptera) | Pectinada                                                | Plumosa (por ejemplo, Diptera)      | Aserrada  | Estilete                                                       | Setiforme |

### Piezas bucales
Las piezas bucales de insectos son extraordinariamente variables, modificados de acuerdo con la forma como se alimentan. Consisten en el maxilar superior, el labio o maxilar inferior fusionado en la línea media, el labro o labio superior y en algunas especies, las mandíbulas. El labrum es un sencillo, esclerito fusionado, a menudo llamado el labio superior, y se mueve longitudinalmente y articulada al clípeo, extensión de la cabeza y la parte anterior de la cavidad bucal. Las mandíbulas son un par de estructuras altamente esclerotizadas que se mueven en ángulo recto con el cuerpo, utilizadas para morder, masticar, y cortar alimentos. Los maxilares son estructuras pareadas, que también se pueden mover en ángulo recto con el cuerpo y pueden poseer palpos segmentados. El labio (labio inferior) es una estructura fundida que se mueve longitudinalmente y posee un par de palpos segmentados.

Evolución de las piezas bucales de insectos a partir de
(A) las más primitivas, masticadoras de un saltamontes, en el centro), a
(B) tipo lamedor de una abeja,
(C) tipo de sifón de una mariposa, y
(D) tipo de succión de un mosquito hembra.
Leyenda: a - antenas
c - ojo compuesto
lb - labium
lr - labrum
md - mandíbulas
mx - maxilas

Las piezas bucales pueden tener por lo menos tres posiciones diferentes según la posición de la cabeza: prognatas, opistognatas, o hipognatas. En especies con prognatismo, la cabeza se coloca verticalmente alineada con el cuerpo, tales como especies de Formicidae; mientras que en las hipognatas, la cabeza está alineada horizontalmente adyacente al cuerpo. Una cabeza opistognata se coloca en diagonal, como las especies de Blattodea y algunos Coleoptera. Las piezas bucales varían mucho en diferentes órdenes de insectos, pero los dos grupos funcionales principales son mandibuladas y haustellate. Las piezas bucales tipo haustellate se utilizan para la aspiración de líquidos y pueden ser clasificados por la presencia de estiletes, que incluyen la perforación, succión, esponja, y sifón. Los estiletes son proyecciones en forma de aguja que se utilizan para penetrar los tejidos de plantas y animales. Los estiletes y la sonda de alimentación forman las mandíbulas modificadas, el maxilar y la hipofaringe.
- Mandibulados Tienen piezas bucales, entre los más comunes en los insectos, se utilizan para morder y moler los alimentos sólidos.

- Chupadores bucales tienen estiletes, y se utilizan para penetrar en el tejido sólido y después aspirar alimentos líquidos.

- Esponja Las piezas bucales se utilizan para la esponja y chupar los líquidos, y estiletes falta (por ejemplo, la mayoría Diptera).

- Sifón Los aparatos bucales carecen de estiletes y se utilizan para succionar los líquidos, y se encuentran comúnmente entre las especies de Lepidoptera.

Las piezas bucales mandibulares se encuentran en especies de Odonata, Isoptera, adulto Neuroptera, Coleoptera, Hymenoptera, Blattaria, Orthoptera, y Lepidoptera. Sin embargo, la mayoría de adultos de lepidópteros tienen piezas bucales, mientras que sus larvas (comúnmente llamadas orugas) tienen mandíbulas.

### Protórax
El protórax está protegido por un gran pronoto que se extiende desde el cuello en el lado anterior para cubrir el mesotórax y la mayor parte de la metatórax en el lado posterior, así como cubrir la pleura en el protórax. El pronoto del protórax puede ser simple en estructura y pequeño en comparación con la otra nota, pero en los escarabajos, mantis, muchos errores, y algunos ortópteros, pronoto está expandida, y en las cucarachas, se forma un escudo que cubre parte de la cabeza y el mesotórax.

### Pterotórax
Debido a que el mesotórax y metatórax sostienen las alas, tienen un nombre combinado llamado pterotórax (pteron=ala). El ala delantera, que se conoce con diferentes nombres en diferentes órdenes (por ejemplo, la tegminas en ortópteros y élitros en Coleoptera), surge entre el mesonoto y el mesopleura, y las alas posteriores se articulan entre el metanoto y la metapleura. El segundo y tercer par de patas emergen de la mesopleura y metapleura. El mesotórax y el metatórax cada uno tiene una sutura pleural (suturas mesopleural y metapleural) que se extienden desde la base del ala a la coxa de la pata. El esclerito anterior a la sutura pleural se llama la episternum (en orden, mesepisternum y metepisternum). El esclerito posterior a la sutura se llama la epimiron (en orden, mesepimiron y metepimiron). Espiráculos, los órganos externos del sistema respiratorio, se encuentran en el pterotórax, por lo general uno entre el pro y mesopleuron, así como uno entre el meso y metapleuron.
La región ventral o esternón sigue la misma composición, con el proesterno bajo el protórax, meso bajo el mesotórax y metasterno bajo el metatórax. El notum, la pleura y el esternón de cada segmento tienen una variedad de diferentes escleritos y suturas, que varían en diferentes órdenes, y que no serán discutidos en detalle en esta sección.

### Alas
La característica filogenéticamente más avanzada de los insectos son los dos pares de alas situadas en el segundo y tercer segmentos torácicos. Los insectos son los únicos invertebrados que han desarrollado tal capacidad, y esto ha jugado un papel importante en su éxito evolutivo. El vuelo del insecto no se ha comprendido muy bien debido a la dependencia de los efectos aerodinámicos turbulentos.[cita requerida] Los grupos de insectos primitivos utilizan los músculos que actúan directamente sobre la estructura del ala. Los grupos más avanzados que integran los Neoptera tienen alas plegables, y sus músculos que actúan en la pared del tórax y el poder de las alas indirectamente. Estos músculos son capaces de contraerse varias veces por cada impulso nervioso, permitiendo que las alas batan más rápido que lo que sería normalmente posible.
El vuelo del insecto puede ser extremadamente rápido, maniobrable y versátil, posiblemente debido a la forma cambiante, control extraordinario, y el movimiento variable del ala del insecto. Diferentes órdenes de insectos utilizan diferentes mecanismos de vuelo; por ejemplo, el vuelo de una mariposa se puede explicar mediante el estado de equilibrio y fina teoría aerodinámica.

Sección transversal de la vena del ala de un insecto.

#### Anatomía interna
Cada una de las alas consiste en una membrana delgada soportada por un sistema de venas. La membrana está formada por dos capas estrechamente yuxtapuestas, mientras que las venas se forman donde las dos capas permanecen separadas y las cutículas pueden ser más gruesas y más fuertemente esclerotizadas. Dentro de cada una de las venas principales hay un nervio y una tráquea, y, puesto que las cavidades de las venas están conectados con el hemocele, la hemolinfa puede fluir hacia las alas. También, el lumen del ala, siendo una extensión de la hemocele, contiene las tráqueas, los nervios y la hemolinfa. A medida que se desarrolla el ala, el dorsal y capas integumental ventrales se convierten estrechamente apposed sobre la mayor parte de su área, formando la membrana del ala. Las áreas restantes forman canales, las venas, los futuros en que puedan formarse los nervios y tráqueas. La cutícula que rodea las venas se vuelve más gruesa y más fuertemente esclerotizado para proporcionar resistencia y rigidez a la banda. Pelos de dos tipos pueden ocurrir en las alas: microtriquios, que son pequeñas y dispersas irregularmente, y macrotrichia, que son más grandes, socketed, y puede ser restringida a las venas. Las escalas de Lepidoptera y Trichoptera son altamente macrotrichia modificados.

#### Venas

Venación de insectos alados, basado en el sistema de Comstock-Needham.

En algunos insectos muy pequeños, la nervadura puede reducirse en gran medida. En avispas chalcid, por ejemplo, solo la subcosta y parte del radio están presentes. A la inversa, un aumento de la nervadura se puede producir por la ramificación de venas existentes para producir venas accesorias o por el desarrollo de, venas intercalares adicionales entre los originales, como en las alas de Orthoptera (saltamontes y grillos). Un gran número de venas transversales están presentes en algunos insectos, y pueden formar un retículo como en las alas de los Odonata (libélulas y caballitos del diablo) y en la base de las alas anteriores de Tettigonioidea y Acridoidea (saltamontes y langostas, respectivamente).
El archedictyon es el nombre dado a un esquema hipotético de venación alar propuesto para el primer insecto alado. Se basa en una combinación de la especulación y los datos fósiles. Dado que se cree que todos los insectos alados han evolucionado de un ancestro común, el archediction representa la "plantilla" que ha sido modificado (y aerodinámica) por selección natural durante doscientos millones de años. Según el dogma actual, el archedictyon contenía seis a ocho venas longitudinales. Estas venas (y sus ramas) se denominan de acuerdo con un sistema ideado por John y George Comstock-Needham el sistema de Comstock-Needham:

### Patas
Tipos de patas:
1. Patas cursoriales modificadas para la carrera (escarabajo de tierra),
2. Patas traseras saltadoras adaptadas para el salto (langosta),
3. Patas delanteras fosoriales modificadas para cavar (grillo topo),
4. Patas nadadoras modificadas para la natación (escarabajo del salto),
5. Patas delanteras raptoriales modificadas para agarrar. Cazadores de presas (mantis),
6. Patas de abejas obreras. (Abeja)
7. Patas trepadoras  / Prensiles / Con garra y modificadas para agarrar y trepar (piojos)
Partes de la pata:
A. Coxa,
B. Trocánter,
C. Fémur,
D. Tibia,
E. Tarso
Los segmentos típicos y habituales de la pata de los insectos son la coxa, el trocánter, el fémur, la tibia, el pretarso y el tarso. La coxa comúnmente tiene la forma de un corto cilindro o de cono truncado, aunque también suele ser oval o casi esférica. El extremo proximal de la coxa está ceñida por una sutura submarginal basicostal que forma internamente una cresta, o basicosta, y pone en marcha una brida marginal, el coxomarginal o basicoxito. La basicosta fortalece la base de la coxa y se ensancha comúnmente en la pared exterior para dar inserción a los músculos; en el medio mesal de las coxas, sin embargo, por lo general es débil y a menudo confluentes con el margen coxal. Los músculos trocantéreos que tienen su origen en la coxa siempre están unidos distalmente a la basicosta. La coxa está unida al cuerpo por una membrana articular, el corium coxal, que rodea su base. Estas dos articulaciones son quizás los dorsal primarios y puntos articulares ventrales de la bisagra-subcoxo coxal. Además, la coxa del insecto tiene a menudo una articulación anterior con la anterior, extremo ventral de la trocantín, pero la articulación trochantinal no coexiste con una articulación esternal. La superficie articular pleural de la coxa es llevada en una inflexión mesal de la pared del coxal. Si la coxa es móvil sobre la articulación pleural sola, la superficie articular coxal está flexionada por lo general a una profundidad suficiente para dar una palanca para los músculos abductores insertados en el borde exterior de la base coxal. Distalmente la coxa lleva una articulación anterior y una posterior con el trocánter. La pared exterior de las coxas a menudo se caracterizan por una sutura que se extiende desde la base hasta la articulación trocantéreo anterior. En algunos insectos la sutura coxal está en consonancia con la sutura pleural, y en tales casos la coxa parece estar dividida en dos partes correspondientes a la episternum y epimeron de la Pleurón. La sutura coxal está ausente en muchos insectos.
La inflexión de la pared coxal teniendo la superficie articular pleural divide la pared lateral de la basicoxite en una parte prearticular y una parte postarticular, y las dos áreas a menudo aparecen como dos lóbulos marginales sobre la base de la coxa. El lóbulo posterior es por lo general el más grande y se denomina meron.
El meron puede ser ampliado en gran medida por una extensión distalmente en la pared posterior de la coxa; en los neurópteros, Mecoptera, Trichoptera, y Lepidoptera, el meron es tan grande que la coxa parece estar dividida en una pieza anterior, llamada "coxa genuina," pero el meron nunca incluye la región de la articulación trocántero posterior y que delimita la ranura es siempre una parte de la sutura basicostal. La coxa con un meron ampliado tiene una apariencia similar a uno dividido por una sutura coxal cayendo en línea con la sutura pleural, pero las dos condiciones son fundamentalmente muy diferentes y no se deben confundir. El meron alcanza el extremo de su salida de la condición habitual en los dípteros. En algunas de las moscas más generalizadas, como en Tipulidae, el meron de la segunda pata aparece como un gran lóbulo de las coxas que sobresale hacia arriba y posteriormente desde la base coxal; en mayores miembros del orden de que esté totalmente separada de la coxa y forma una placa de la pared lateral del mesotórax.
El trocánter es el segmento basal del telopodito; es siempre un pequeño segmento en la pata de insectos, se puede mover libremente por una bisagra horizontal en la coxa, pero más o menos fija a la base del fémur. Cuando móvil en el fémur de la articulación femoral trocantero es generalmente vertical u oblicua en un plano vertical, dando un ligero movimiento de la producción y la reducción en la unión, aunque solo un músculo reductor está presente. En Odonata, ambos ninfas y adultos, hay dos segmentos trocantéreos, pero no son móviles el uno del otro; la segunda contiene el músculo reductor del fémur. El segmento trocantéreo solo habitual de insectos, por lo tanto, probablemente representa los dos trocánteres de otros artrópodos fusionados en un segmento aparente, ya que no es probable que la bisagra coxotrocanteral primaria se ha perdido de la pata. En algunos de los himenópteros una subdivisión basal del fémur simula un segundo trocánter, pero la inserción del músculo reductor en su base atestigua que pertenece al segmento femoral, ya que como se muestra en la pierna del odonato, el reductor tiene su origen en el verdadero segundo trocánter.
El fémur es el tercer segmento de la pata de insectos, es por lo general la parte más larga y más fuerte de la extremidad, pero varía en tamaño desde el enorme fémur posterior saltatorio de Orthoptera a un segmento muy pequeño tal como está presente en muchas formas larvarias. El volumen del fémur está generalmente correlacionado con el tamaño de los músculos tibiales contenidos dentro de él, pero a veces es ampliado y modificado en forma para otros fines que el de acomodar los músculos tibiales. La tibia es característicamente un segmento delgado en insectos adultos, solo un poco más corto que el fémur o el fémur y trocánter combinados. Su extremo proximal forma una cabeza inclinada más o menos clara hacia el fémur, un dispositivo que permite la tibia para ser flexionado cerca contra la superficie inferior del fémur.
El tarso de los insectos corresponde al penúltimo segmento de una extremidad de artrópodos generalizado, que es el segmento de la llama propodito en crustáceos. En insectos adultos se subdivide habitualmente de dos a cinco subsegmentos, o tarsómeros, pero en el Protura, algunos colémbolos y larvas de insectos holometábolos conserva la forma primitiva de un segmento sencillo. Los subsegmentos del tarso de insectos adultos son por lo general se puede mover libremente sobre sí por membranas que conectan declinadas, pero el tarso no tiene músculos intrínsecos. El tarso de los insectos adultos alados tiene menos de cinco subsegmentos por lo que probablemente se especializó por la pérdida de uno o más subsegmentos o por una fusión de subsegmentos adyacentes. En los tarsos de Acrididae la pieza basal larga evidentemente está compuesta de tres tarsómeros unidos, faltando el cuarto y el quinto. El tarsómero basal está a veces notablemente ampliado y se distingue como la tarsómero. En las superficies inferiores de los subsegmentos del tarso en ciertos Orthoptera existen pequeñas almohadillas, los pulvilli tarsales o euplantulae. El tarso es ocasionalmente fusionado con la tibia en larvas de insectos, formando un segmento tibiotarsal; en algunos casos, parece estar eliminado o reducido a un rudimento entre la tibia y el pretarso.
En la mayoría de las especies el fémur y la tibia son los segmentos más largos de la pata pero las variaciones en las longitudes y robustez de cada segmento se relacionan con sus funciones. Por ejemplo, gressorial y cursorial o caminar y los insectos de tipo de funcionamiento, respectivamente, por lo general tienen fémures y tibias bien desarrollados en todas las patas, mientras que los insectos saltadores como saltamontes han desarrollado de manera desproporcionada fémures y tibias en las patas posteriores. En los escarabajos acuáticos (Coleoptera) y los insectos (Hemiptera), el tibia e y / o tarsos de uno o más pares de piernas por lo general se modifican para la natación (natatorial) con flecos de pelos largos y delgados. Muchos insectos que viven en el suelo, como los grillos topo (Gryllotalpidae), cigarras ninfales (Hemiptera: Cicadidae) y escarabajos (Scarabaeidae), tienen las tibias de las patas delanteras ampliada y modificada para la excavación (fossorial), mientras que las patas delanteras de algunos insectos depredadores, como las crisopas mantíspidas (Neuroptera) y las mantis (Mantodea), están especializadas para atrapar a su presa, o raptorial. La tibia y tarsómero basal de cada pata trasera de la mayoría de las abejas hembras están modificadas para recolectar y transportar polen (ver escopa y corbícula).

### Abdomen
El abdomen de un insecto adulto consiste típicamente de 11-12 segmentos y está menos esclerotizado que la cabeza o el tórax. Cada segmento del abdomen está representado por un tergo esclerotizado, el esternón, y tal vez una pleurita. El tergo está separado de los esternones adyacentes así como de la pleura por una membrana. Los espiráculos se encuentran en la zona pleural. La variación  incluye la fusión del tergo y el esternón para formar la dorsal continua o escudos ventrales o un tubo cónico. Algunos insectos tienen un esclerito en la zona pleural llamado laterotergito. Los escleritos ventrales son llamados a veces laterosternitos. Durante la etapa embrionaria de muchos insectos y la etapa postembrionario de insectos primitivos, 11 segmentos abdominales están presentes. En los insectos modernas hay una tendencia hacia la reducción en el número de los segmentos abdominales, pero el número primitivo durante embriogénesis es de 11. La variación en el número de segmentos abdominales es considerable. Si el Apterygota se considerara como indicativos dentro de la especie de los pterygotes, habría una confusión puesto que el adulto Protura tiene 12 segmentos, y los colémbolos tienen 6, por otra parte, la familia de orthopteran acrididae tienen 11 segmentos, y una muestra de fósiles de Zoraptera tiene el abdomen segmentado.
Generalmente, los primeros siete segmentos abdominales de los adultos (los segmentos pregenitales) son similares en estructura y falta de apéndices. Sin embargo, los apterigotas (tisanuros y arqueognatos) y muchos insectos acuáticos inmaduros tienen apéndices abdominales. Los apterigotas poseen un par de estilos; apéndices rudimentarios que son una serie homóloga con la parte distal de las patas torácicas. Y el mesally tiene uno o dos pares conocidos como protrusible (o exsertile), que son vesículas en al menos algunos segmentos abdominales. Estas vesículas se derivan de los enditos coxales y trocantéreo (lóbulos interiores anulados) de los apéndices abdominales ancestrales. Las larvas acuáticas y ninfas pueden tener agallas lateralmente en algunos a la mayoría de los segmentos abdominales, pero el resto de los segmentos abdominales consistirá en las partes reproductivas y anales.
La parte anal-genital del abdomen, conocida como la terminalia, consiste generalmente en segmentos de 8 o 9 hasta el ápice abdominal. Los segmentos 8 y 9 tienen los genitales; segmento 10 es visible como un segmento completo en muchos insectos "inferiores" pero siempre carece de apéndices; y el segmento pequeño 11 está representado por un epiprocto dorsal y ventral con un par de paraproctos derivados del esternón. Además poseen un par de apéndices que articulan lateralmente en el segmento de 11 que normalmente se está anillado y con filamentos que se han modificado (por ejemplo, las pinzas de las tijerillas) o reducido en diferentes órdenes de insectos. El filamento caudal anillado y la mediana dorsal del apéndice surgen de la punta del epiprocto en los apterigotas que son la mayoría de las efímeras (Ephemeroptera), y algunos insectos fósiles. Una estructura similar en las ninfas de moscas Plecoptera es de homología incierta. Estos segmentos abdominales terminales tienen funciones de excreción y sensoriales en todos los insectos, pero en los adultos hay una función reproductiva adicional.

#### Genitales externos

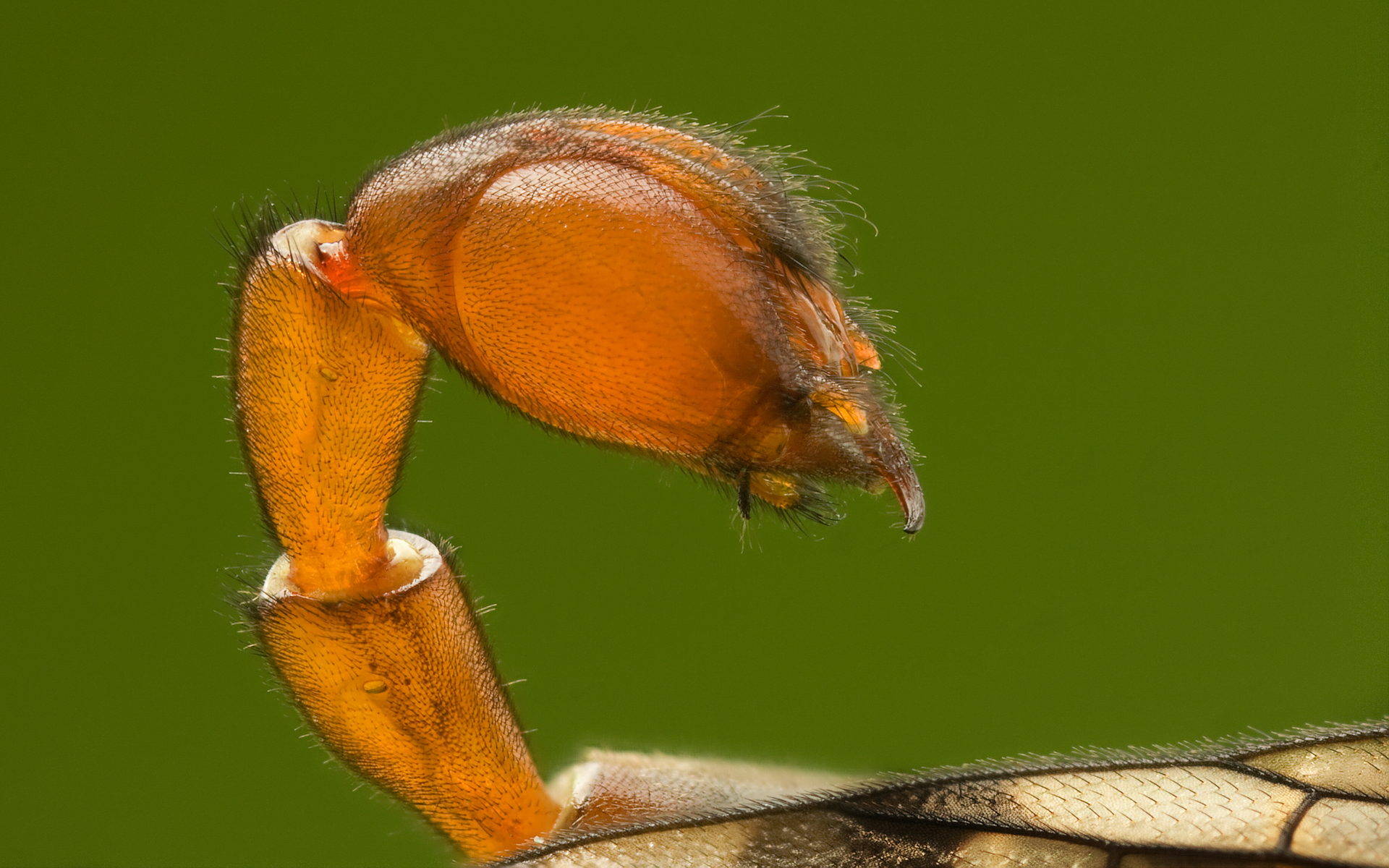
La sección terminal del abdomen de una mosca escorpión macho (Panorpa communis) se amplía en una "bombilla genital".

Los órganos que tratan específicamente con el apareamiento y la deposición de huevos se conocen colectivamente como los genitales externos, aunque pueden ser en gran parte interna. Los componentes de los órganos genitales externos de los insectos son muy diversos en forma y con frecuencia tienen un gran valor taxonómico, particularmente entre las especies que aparecen estructuralmente similares en otros aspectos. Los genitales externos masculinos se han utilizado ampliamente para ayudar a distinguir las especies, mientras que los genitales externos femeninos pueden ser más simples y menos variados.
Las terminales de los insectos hembras adultas incluyen estructuras internas para recibir el órgano masculino copulador y sus espermatozoides así como las estructuras externas utilizadas para la oviposición (puesta de huevos; sección 5.8). La mayoría de los insectos hembra tienen un tubo de puesta de huevos, el ovipositor; sin embargo, está ausente en las termitas, piojos parásitos. Muchos Plecoptera, Ephemeroptera y otros.

## Anatomía interna

### Sistema nervioso
El sistema nervioso de un insecto puede ser dividido en un cerebro y una espinal nervioso ventral. La cápsula de la cabeza se compone de seis segmentos fusionados, cada uno con un par de ganglios, o un grupo de células nerviosas fuera del cerebro. Los tres primeros pares de ganglios están fundidos en el cerebro, mientras que los tres siguientes pares se funden en una estructura de tres pares de ganglios bajo del insecto esófago, llamado el ganglio subesophageal.
Los segmentos torácicos tienen un ganglio en cada lado, que están conectados en un par, un par por segmento. Esta disposición también se ve en el abdomen, pero solo en los primeros ocho segmentos. Muchas especies de insectos han reducido el número de ganglios debido a la fusión o reducción Algunas cucarachas tienen solo seis ganglios en el abdomen, mientras que la avispa Vespa crabro sólo tiene dos en el tórax y tres en el abdomen. Algunos insectos, como la mosca doméstica Musca domestica, disponen de todos los ganglios del cuerpo fundido en un solo gran ganglio torácico.
Al menos algunos insectos tienen nociceptores, las células que detectan y transmiten sensaciones de dolor. Esto fue descubierto en 2003 por el estudio de la variación en las reacciones de larva de la mosca de la fruta común Drosophila para el toque de una sonda climatizada y otra climatizada. Las larvas reaccionó al contacto de la sonda con calefacción y un comportamiento de giro estereotipada de que no se exhibió cuando las larvas fueron tocados por la sonda sin calefacción A pesar de la nocicepción se ha demostrado en los insectos, no hay un consenso de que los insectos sienten dolor conscientemente.

### Aparato digestivo
Un insecto utiliza su sistema digestivo para extraer los nutrientes y otras sustancias de los alimentos que consume La mayor parte de esta comida se ingiere en forma de macromolécula y otras sustancias complejas como proteínas, polisacáridos, grasas, y ácido nucleicos. Estas macromoléculas deben desglosarse por reacción catabólica en moléculas más pequeñas como aminoácidos  y azúcares simples, antes de ser utilizada por las células del cuerpo para la energía, el crecimiento o la reproducción. Este proceso de desmontaje se conoce como la digestión. La estructura principal del sistema digestivo de un insecto es un tubo largo cerrado llamado el canal alimentario, que se extiende longitudinalmente a través del cuerpo. El tubo digestivo dirige los alimentos en una dirección: desde el boca hasta el ano. Cuenta con tres secciones, cada una de las cuales realiza un proceso diferente de la digestión. Además del canal alimentario, insectos también tienen un par de glándulas salivales y embalses salivales. Estas estructuras normalmente residen en el tórax, adyacente al intestino anterior. El intestino es donde la casi totalidad de la digestión de los insectos tiene lugar. Se puede dividir en el intestino anterior, intestino medio y intestino posterior.

#### Intestino anterior

Diagrama estilizado de tubo digestivo que muestra túbulos de Malpighi, de un insecto del orden Orthoptera.

La primera sección del tubo digestivo es el intestino anterior o estomodeo (elemento 27 en el diagrama numerada). El intestino anterior es la línea con un revestimiento cuticular hecha de quitina y proteínas para la protección de los alimentos duros. El intestino anterior incluye la cavidad bucal (boca), faringe, esófago, y buche y proventrículo (o una parte puede ser altamente modificado), que tanto la comida tienda y significar cuando continúe pasando hacia adelante al intestino medio. Aquí, la digestión comienza como alimento parcialmente masticado es degradado por la saliva de la Glándulas salivares. Como las glándulas salivales producen líquidos y enzima que digiere carbohidratos  (en su mayoría amilasas), fuertes músculos en el líquido de la bomba faringe en la cavidad bucal, la lubricación de la comida como el salivarium hace, y ayudando alimentadores de sangre, y xilema y floema alimentadores.
A partir de ahí, la faringe pasa alimentos al esófago, lo que podría ser solo un simple tubo de pasarlo al buche y proventrículo, y luego al intestino medio, como en la mayoría de los insectos. Alternativamente, el intestino anterior podrá ampliarse en un buche muy ampliada y proventrículo, o la cosecha podría ser solo un divertículo, o una estructura llena de líquido, como en algunas especies de Diptera.

Abeja defecando, es importante tener en cuenta la contracción del ano que es lo que proporciona la presión interna.

#### Intestino medio
Una vez que los alimentos salen, se pasa al intestino medio (elemento 13 en el diagrama numerado), también conocido como el mesenteron, donde la mayoría de la digestión se lleva a cabo. Proyecciones microscópicas de la pared del intestino medio, llamados microvellosidades, que aumentan el área de superficie de la pared y permiten más nutrientes para ser absorbidos; que tienden a ser cerca del origen del intestino medio. En algunos insectos, el papel de las microvellosidades y dónde están ubicados puede variar. Por ejemplo, microvellosidades especializadas que producen enzimas digestivas pueden más probable es que sea cerca del final del intestino medio, y la absorción de cerca del origen o principio del intestino medio.

#### Intestino posterior
En el intestino posterior o proctodeo (elemento 16 en el diagrama numerado), las partículas de alimentos no digeridos se unen por ácido úrico para formar bolitas fecales. El recto absorbe el 90% del agua en estos pellets fecales, y el sedimento seco se elimina a continuación, a través del ano (elemento 17), completando el proceso de la digestión. El ácido úrico se forma utilizando los productos de desecho de la hemolinfa difundidos desde los tubos de Malpighi  (elemento 20). A continuación, se vacía directamente en el canal alimentario, en la unión entre el intestino medio y el intestino posterior. El número de tubos de Malpighi poseído por un insecto dado varía entre las especies, que van desde solo dos túbulos en algunos insectos a más de 100 túbulos en otros.

### Aparato respiratorio
El aparato respiratorio de los insectos consiste de un sistema de tubos internos, (tráqueas, y de sacos a través de los cuales circulan los gases ya sea por difusión o por bombeado activo. Los tejidos están expuestos al oxígeno de esta manera (elemento 8 en el diagrama). Dado que el oxígeno es entregado directamente, el sistema circulatorio no se utiliza para transportar el oxígeno, y por lo tanto se reduce enormemente. El sistema circulatorio de insectos no tiene venas  o arterias, y en su lugar consiste en poco más que un tubo dorsal única, perforada que pulsa peristálticamente. Hacia el tórax, el tubo dorsal (elemento 14) se divide en cámaras y actúa como corazón del insecto. El extremo opuesto del tubo dorsal es como la aorta del insecto circular el hemolinfa, análogo de artrópodos 'fluido de sangre, dentro de la cavidad del cuerpo. Se lleva el aire a través de aberturas en los lados del abdomen llamado espiráculos.
Hay muchos patrones diferentes de intercambio gaseoso demostradas por diferentes grupos de insectos. Patrones de intercambio de gases en los insectos pueden variar de continuo y difusivo ventilación, a el intercambio de gases discontinua. Durante continua el intercambio de gases, oxígeno se toma en y dióxido de carbono se libera en un ciclo continuo. En el intercambio de gases discontinua, sin embargo, el insecto toma oxígeno mientras está activo y pequeñas cantidades de dióxido de carbono se liberan cuando el insecto está en reposo ventilación difusivo es simplemente una forma de intercambio continuo de gas que se produce por difusión en lugar de tomar físicamente en el oxígeno. Algunas especies de insectos que se sumerge también tienen adaptaciones para ayudar en la respiración. Como larvas, muchos insectos tienen branquias que pueden extraer el oxígeno disuelto en el agua, mientras que otros tienen que subir a la superficie del agua para reponer los suministros de aire, que se celebren o atrapadas en estructuras especiales.

### Sistema circulatorio
Sangre de insectos o función principal de la hemolinfa es el de transporte y baña los órganos del cuerpo del insecto. Preparación por lo general menos de 25% del peso corporal de un insecto, que transporta hormonas, nutrientes y desechos y tiene un papel en, la osmorregulación, control de temperatura, inmunidad, de almacenamiento (agua, carbohidratos y grasas) y la función del esqueleto. También juega un papel esencial en el proceso de muda Una función adicional de la hemolinfa en algunos órdenes, puede ser el de la defensa depredador. Puede contener sustancias químicas desagradables y malolientes que actuarán como impedimento a los depredadores hemolinfa contiene moléculas, iones y células que regulan los intercambios químicos entre tejidos, hemolinfa está encerrado en la cavidad del cuerpo del insecto o haemocoel Es. transportados alrededor del cuerpo por combinado de corazón (posterior) y aorta (anterior) pulsaciones, que se encuentran dorsalmente justo debajo de la superficie del cuerpo. Se diferencia de los vertebrados de sangre, ya que no contiene células rojas de la sangre y por lo tanto carece de oxígeno de alta capacidad de carga, y es más similar a la linfa que se encuentra en los vertebrados
Los fluidos corporales entran a través de una vía Ostia con válvula, que son aberturas situadas a lo largo de la longitud de la aorta combinado y órgano del corazón. Bombeo de la hemolinfa se produce por ondas de contracción peristáltica, originario en el extremo posterior del cuerpo, el bombeo hacia delante en el vaso dorsal, hacia fuera a través de la aorta y luego en la cabeza donde fluye hacia fuera en el hemocele. La hemolinfa se distribuyó a los apéndices de forma unidireccional con la ayuda de las bombas musculares u órganos pulsátiles accesorios que normalmente se encuentran en la base de la antenas o alas ya veces en las piernas, con tasas de bombeo de aceleración con los períodos de mayor actividad. La hemolinfa es particularmente importante para la termorregulación en órdenes tales como Odonata, Lepidoptera, Hymenoptera y Diptera.

### Sistema endocrino
Las siguientes glándulas son parte del sistema endocrino
- 1. Células neurosecretoras, en el cerebro.
- 2. Cuerpos cardíacos, detrás del cerebro y a cada lado de la aorta.
- 3. Glándulas protorácicas, un par de glándulas difusas detrás de la cabeza o en el tórax.
- 4. Cuerpo alado (Corpus allatum), par de cuerpos glandulares de origen epitelial, a cada lado del estomodeo.[28][29]

Véase también
- Ecdisona
- Hormona juvenil

### Aparato reproductor

#### Hembras
Los insectos hembra son capaces de hacer los huevos, recibir y almacenar el esperma, manipular espermatozoides de diferentes machos, y ponen sus huevos. Sus sistemas reproductivos están formados por un par de ovarios, glándulas accesorias, uno o más espermas, y los conductos que conectan estas partes. Los ovarios producen óvulos y las glándulas accesorias producen las sustancias para ayudar paquete y poner los huevos. Los espermatozoides tienen un recinto donde se producen en diferentes períodos de tiempo y, junto con partes de los oviductos, se puede controlar el uso de esperma. Los conductos y espermatecas están revestidos con una cutícula.
Los ovarios se componen de un número de tubos, llamados ovariolas, que varían en tamaño y número de cada especie. El número de huevos que el insecto es capaz de hacer varía por el número de ovariolas asimismo la tasa de que los huevos se pueden desarrollar también está influenciado por el diseño ovariole. En los ovarios meroistico, la mayoría de las células hijas se convierten en células de ayuda para un solo ovocito en el clúster. En los ovarios panoistico, cada produce células germinales y del tallo se desarrolla en un ovocito; no hay células auxiliares de la línea germinal. Producción de huevos de los ovarios panoistico tiende a ser más lento que el de ovarios meroistico.
Las glándulas de los oviductos producen una variedad de sustancias para el mantenimiento de esperma, el transporte, y la fertilización, así como para la protección de los huevos. Pueden producir pegamento y sustancias protectoras para el recubrimiento de los huevos o las cubiertas duras para un lote de huevos llamada oteca. Las Espermatecas son tubos o sacos en el que el esperma se puede almacenar entre el momento del apareamiento y el tiempo que un óvulo es fertilizado. La prueba de paternidad de los insectos ha revelado que algunos, y probablemente muchos, insectos hembra utilizan la espermateca y varios conductos para controlar la proporción de espermatozoides de diferentes machos.

#### Machos
El componente principal del sistema reproductivo masculino son los testículos, suspendidos en la cavidad del cuerpo por tráqueas y la grasa corporal. Los insectos apterigotos más primitivos tienen un solo testículo, y en algunos lepidópteros los dos testículos al madurar son secundariamente fusionados en una sola estructura durante las últimas etapas de desarrollo de las larvas, aunque los conductos principales de ellos permanecen separados. Sin embargo, la mayoría de los insectos machos tienen un par de testículos, dentro de los cuales hay tubos de esperma o los folículos que están encerrados dentro de un saco membranoso. Los folículos se conectan a los conductos deferentes por los dos vasos deferentes tubulares conectándose a un conducto eyaculador medial que conduce al exterior. Una porción de los conductos deferentes a menudo se ensancha para formar la vesícula seminal que almacena el esperma antes de que se descargue en la hembra. Las vesículas seminales tienen forros glandulares que secretan nutrientes para la alimentación y el mantenimiento de los espermatozoides. El conducto eyaculador se deriva de una invaginación de las células epidérmicas durante el desarrollo y, como resultado, tiene un revestimiento cuticular. La porción terminal del conducto eyaculador puede esclerotizado para formar el órgano copulador, el edeago. El resto del sistema reproductor masculino se deriva de mesodermo embrionario, a excepción de las células germinales, o espermatogonias, que descienden de las células primordiales de polo muy temprano durante la embriogénesis. El edeago puede ser muy pronunciado o mínimo. La base del edeago puede ser la faloteca parcialmente esclerotizada, también llamada falosoma o teca. En algunas especies la faloteca contiene un espacio, llamado el endosoma (platina de sujeción interno), en el que el extremo de la punta de la edeago puede ser retraída. El conducto deferente es a veces arrastrados a (doblado en) la faloteca junto con una vesícula seminal <

## Anatomía interna de diferentes taxones

### Blattodea
Las cucarachas son más comunes en los climas subtropicales y tropicales. Algunas especies están en estrecha relación con las viviendas humanas y se encuentran frecuentemente alrededor de la basura o en la cocina. Las cucarachas son generalmente omnívoras, con excepción de las cucarachas de la madera, como la Cryptocercus; estas cucarachas son incapaces de digerir celulosa por sí mismas, pero tienen relaciones simbióticas con varios protozoos y bacterias que digieren la celulosa, lo que les permite extraer los nutrientes. La similitud de estos simbiontes en el género Cryptocercus a los de termitas es tal que se ha sugerido que están más estrechamente relacionados con termitass que con otras cucarachas, y la investigación actual apoya firmemente esta hipótesis de las relaciones Todas las especies estudiadas hasta ahora llevan el mutualista obligado endosimbionte bacteriano Blattabacterium, con la excepción de Nocticola australiensis, una especie sin ojos, pigmento o alas que vive en cuevas australianas. Los estudios genéticos recientes indican que son cucarachas muy primitivas
Las cucarachas, como todos los insectos, respiran a través de un sistema de tubos llamados tráqueas Las tráqueas de los insectos se unen a los espiráculos, excepto en la cabeza. Por lo tanto las cucarachas, como todos los insectos, no dependen de la boca y la tráquea para respirar. Los tubos traqueales se ramifican continuamente como un árbol hasta que sus divisiones menores, traqueolas, están asociados con cada célula, permitiendo que el oxígeno gaseoso se disuelva en el citoplasma se extiende a través del revestimiento de la cutícula fina.

### Coleoptera
El sistema digestivo de muchos escarabajos está adaptado a la alimentación vegetal; sobre todo es el intestino medio el que realiza la digestión. Sin embargo, en las especies depredadoras (por ejemplo, Carabidae) la mayor parte de la digestión se produce en el buche por medio de las enzimas del intestino medio. En especies de Elateridae, las larvas depredadoras defecan enzimas digestivas sobre su presa, y realizan digestión extraoral. El tubo digestivo comprende básicamente una faringe corta y estrecha, una expansión ampliada, el buche y una molleja poco desarrollada. Después hay un intestino medio, que varía en dimensiones entre las especies, con ciegos o cecum, con longitudes variables. En general, existen de cuatro a seis túbulos de Malpighi.
El sistema nervioso en escarabajos contiene todas las estructuras que se encuentran en los insectos, con variaciones entre las diferentes especies. Con tres ganglios torácicos y siete u ocho ganglios abdominales. Puede ser distinguido a aquel en el que todos ganglios torácicos y abdominales se fusionan para formar una estructura compuesta.
El aparato respiratorio está compuesto de tráqueas que transportan el oxígeno. El aire entra en una serie de tubos a lo largo del cuerpo a través de las aberturas llamadas espiráculos, y es transportado por túbulos cada vez más finos. Los movimientos de bombeo de la fuerza del cuerpo el aire a través del sistema. Algunas especies de escarabajos buceadores llevan una burbuja de aire con ellos cada vez que se sumergen bajo la superficie del agua. Esta burbuja se puede mantener bajo el élitros o puede estar atrapado contra el cuerpo usando pelos especializados. La burbuja por lo general cubre una o más espiráculos por lo que el insecto puede respirar el aire de la burbuja mientras está sumergido. Una burbuja de aire proporciona un insecto con solo un suministro a corto plazo de oxígeno, pero gracias a sus propiedades físicas únicas, el oxígeno se difundirá en la burbuja y desplazando el nitrógeno, llama difusión pasiva, sin embargo, el volumen de la burbuja finalmente disminuye y el escarabajo tendrá que volver a la superficie.
Al igual que otras especies de insectos, los escarabajos tienen hemolinfa en lugar de sangre. El sistema circulatorio abierto del escarabajo es impulsado por un corazón similar a un tubo unido a la parte superior en el interior del tórax.
Diferentes glándulas especializadas para diferentes feromonas producidas para encontrar compañeros. Las feromonas de especies de Rutelinae se producen a partir de células epiteliales que recubre la superficie interna de los segmentos abdominales apicales o feromonas base de aminoácidos de Melolonthinae de las glándulas eversible en el ápice abdominal. Otras especies producen diferentes tipos de feromonas. Dermestidae  producir éter, y la especie de Elateridae producen aldehído derivado de ácidos grasos y acetatos. En medio de la búsqueda de un compañero también, luciérnagas (Lampyridae) utilizaron células de grasa corporal modificados woth superficies transparentes respaldadas con cristales de ácido úrico reflectantes para producir biosintéticamente luz, o bioluminiscencia. El producto luz es altamente eficiente, ya que se produce por la oxidación de luciferina por las enzimas luciferasa en la presencia de ATP (trifosfato de adenosina) y oxígeno, produciendo oxiluciferina, el dióxido de carbono, y la luz.
Un notable número de especies han desarrollado glándulas especiales que producen sustancias químicas para disuadir a los depredadores (ver Defensa y la depredación). El Escarabajo de tierra (de Carabidae) tiene glándulas defensivas, situadas en la parte posterior, producen una variedad de hidrocarburos, aldehídos, fenol, quinona, éster, y ácidos liberados de una abertura en el extremo del abdomen. Mientras carábidos africana (por ejemplo, algunas anthia de las cuales utiliza para comprender el género (Thermophilum) emplean las mismas sustancias químicas como las hormigas:. Ácido fórmico
Mientras que el escarabajo bombardero  tienen bien desarrollado, al igual que otros escarabajos, glándulas pygidial que vacías de los bordes laterales de las membranas entre segmentos entre el séptimo y el octavo segmento abdominal.
Los órganos auditivos tienen generalmente una membrana (tímpano) exgendida a través de un marco respaldado por un saco de aire y las neuronas sensoriales asociadas. En el orden Coleoptera, órganos timpánicos se han descrito en al menos dos familias. Varias especies del género  Cicindela en la familia Cicindelidae tener oídos en la superficie dorsal del primer segmento abdominal debajo del ala; dos tribus de la subfamilia Dynastinae (Scarabaeidae) tienen oídos justo debajo del escudo pronotal o membrana cuello. Las orejas de ambas familias son a frecuencias ultrasónicas, con una fuerte evidencia de que funcionan para detectar la presencia de los murciélagos a través de allí ecolocalización ultrasónica. A pesar de que los escarabajos son un gran pedido y viven en una gran variedad de [nicho ecológico nichos, ejemplos de audiencia es sorprendentemente ausentes en especies, aunque es probable que la mayoría son simplemente sin descubrir.

### Dermaptera
El sistema neuroendocrino es típico de los insectos. Tienen un cerebro y un ganglio subesophageal, tres ganglios torácicos, y seis ganglios abdominales. Estos insectos tiene fuertes conexiones neuronales que conectan la corpora neurohemal cardiaca en el cerebro y el ganglio frontal, donde la estrecha relación mediana corpus allatum produce la hormona juvenil en las proximidades de la arota dorsal neurohemal. El sistema digestivo de tijeretas es como todos los otros insectos, que consiste en un primer plano, medio, y el intestino posterior, pero carecen de función gástrica especializada para la digestión en muchas especies de insectos. Los largos y delgados tubos de Malpighi se puede encontrar entre la unión del intestino medio y posterior.
El sistema reproductor de las hembras consiste en un emparejado de ovarios, oviducto lateral, espermateca y un cámara genital. Los conductos laterales están donde los huevos salen del cuerpo, mientras que la espermateca es donde se almacena el esperma. A diferencia de otros insectos, el gonoporo, o la abertura genital está detrás del séptimo segmento abdominal. Los ovarios son órganos primitivos politróficos donde los ovocitos  alternan a lo largo de la longitud de la ovariole). En algunas especies de estos largos ovarioles ramifican el conducto lateral, mientras que en otros, ovarioles cortos se encuentran alrededor del conducto.

### Diptera
Los genitales de las moscas machos son rotados en un grado variable de la posición que se encuentra en otros insectos. En algunas moscas se trata de una rotación temporal durante el apareamiento, pero en otros es una torsión permanente de los órganos que se produce durante la fase de pupa.
Esta torsión puede hacer que el ano esté situado por debajo de los genitales o en el caso de torsión de 360°, que el conducto espermático quede envuelto por el intestino, a pesar de que los órganos externos permanezcan en su posición habitual. Cuando las moscas se aparean, el macho vuela inicialmente sobre la hembra, mirando en la misma dirección, pero luego se da la vuelta para hacer frente en la dirección opuesta. Esto lleva a que las moscas tengan más habilidad de reproducción que la mayoría de los insectos y a un ritmo mucho más rápido.
La hembra pone sus huevos tan cerca de la fuente de alimento como sea posible, y el desarrollo es muy rápido, lo que permite a la larva consumir comida en un corto período de tiempo antes de transformarse en el adulto. Los huevos eclosionan inmediatamente después de ser despedidos en algunas especies; ciertas moscas son ovovivíparas, la larva eclosiona dentro de la madre. Las larvas de moscas no tienen patas verdaderas ni tampoco pseudopatas, y no poseen demarcación entre el tórax y el abdomen; en las especies más derivadas, la cabeza no se distingue claramente del resto del cuerpo. Los gusanos no tienen extremidades, o bien tienen pequeñas proyecciones. Los ojos y las antenas se reducen o están ausentes, y el abdomen también carece de apéndices tales como cercos. Esta falta de características es una adaptación a un ambiente rico en alimentos, como en materia orgánica en descomposición, o como un endoparásito. La pupa adopta diversas formas, y en algunos casos se desarrolla dentro de un capullo de seda. Después de emerger de la pupa, la mosca adulta rara vez vive más de unos pocos días, y sirve principalmente para reproducir y para dispersarse en busca de nuevas fuentes de alimento.

### Lepidoptera
En el sistema reproductivo de las mariposas y las polillas, los órganos sexuales de los machos son complejos y poco claros. En las hembras, hay tres tipos de órganos genitales en función de la taxa relativa: monotrysian, exoporian y dytresian. En el tipo monotrysian hay una abertura en los segmentos fusionados de los esternones 9 y 10, que actúan como la inseminación y la oviposición. En el tipo exoporian (en los Hepaloidae y Mnesarchaeoidea) hay dos lugares separados para la inseminación y la oviposición, tanto que se producen en el mismo sterna como el tipo monotrysian, 9/10. En la mayoría de las especies de los genitales están flanqueadas por dos lóbulos suaves, aunque pueden ser especializados y esclerotizados en algunas especies de oviposición en el área, tales como grietas y tejidos dentro de la planta. Las hormonas y las glándulas que producen ellos producen el desarrollo de las mariposas y polillas por medio del sistema endocrino. La primera hormona de los insectos, es la PTTH (prothoracicotropic hormonal) y opera el ciclo de vida de las especies y la diapausa (ver relaciona la sección) Esta hormona es producida por los corpora allata y los corpora cardiaca, donde también se almacena. Algunas glándulas están especializados para realizar determinada tarea, tales como la producción de la seda o la producción de saliva en la palpos.  Mientras los cuerpos cardiaca producir PTTH, el allata corpora también produce hormonas jeuvanile, y las glándulas producen hormonas prothorocic muda.
En el sistema digestivo, la región anterior del intestino anterior se ha modificado para formar una faringe que funciona para succionar ya que de esta manera consumen los alimentos que necesitan y que son en su mayor parte los líquidos. Un esófago conduce posteriormente a la faringe. El intestino medio es corto y recto; el intestino grueso es más largo y enrollado. Los antepasados de las especies de lepidópteros, derivados de los Hymenoptera, tenían el ciego del intestino medio, aunque esto se perdió en las mariposas y las polillas actuales. En lugar de ello, todas las enzimas digestivas distintos de la digestión inicial, se inmovilizan en la superficie de las células del intestino medio. En larvas, de cuello largo y acechada se encuentran en las regiones anteriores y posteriores del intestino medio, respectivamente. En los insectos, las células caliciformes excretan potasio de iones positivos, que son absorbidos a partir de hojas ingeridas por las larvas. La mayoría de las mariposas y polillas muestran el ciclo digestivo normal, sin embargo las especies que tienen una dieta diferente requieren adaptaciones para satisfacer estas nuevas demandas.
En el sistema circulatorio, la hemolinfa o la sangre de insectos, se utiliza para hacer circular el calor en una forma de termorregulación, donde la contracción de los músculos produce calor, que se transfiere al resto del cuerpo cuando las condiciones son desfavorables.  En las especies de lepidópteros, la hemolinfa se hace circular a través de las venas de las alas por un órgano pulsante, ya sea por el corazón o por la entrada de aire en la tráquea y se lleva el aire a través de espiráculos a lo largo de los lados del abdomen y el tórax suministro de la tráquea con el oxígeno, ya que pasa a través del sistema respiratorio del lepidóptero. Hay tres diferentes tráqueas que suministran oxígeno difusión de oxígeno a través del cuerpo especies: Las dorsales, ventrales y viscerales. Las tráqueas dorsales suministran de oxígeno a la musculatura dorsal y los vasos, mientras que las tráqueas ventral suministran a la musculatura ventral y al cordón nervioso mientras que las tráqueas visceral proporcionan a los intestinos, cuerpos grasos, y gónadas.